# دوري أبطال أوروبا لكرة الصالات
دوري أبطال أوروبا لكرة الصالات هي بطولة سنوية تقام بين الأندية الأوروبية وينظمها الاتحاد الأوروبي لكرة القدم.تأسست البطولة في 2001.